# 岐阜市民の歌
「岐阜市民の歌」（ぎふしみんのうた）は、岐阜県の県庁所在地である岐阜市の市民歌。作詞・松野武雄、作曲・兼田敏。

## 解説
岐阜市では大正前期（1918年以前）に「岐阜市歌」（作詞：落合直文、作曲：小山作之助）が作られていたのをはじめ1919年（大正8年）に「岐阜市制三十年の歌」、1931年（昭和6年）の稲葉郡日野村と本荘村編入合併による市域拡大を記念した「大岐阜市実現祝賀行進歌」など、戦前から様々な楽曲が作られていた。
これらの楽曲は戦後に演奏が途絶えていたため、1979年（昭和54年）の市制90周年を記念して市民を対象に歌詞の懸賞募集を実施し、210篇の応募作から採用した入選作品を基に同年3月15日付で制定されたのが「岐阜市民の歌」である。発表演奏会は3月25日に岐阜市民会館で行われた。岐阜市役所では市民歌の演奏機会について「市で開催する岐阜市政功労表彰の式典などで使用している」とする。
岐阜市に関連する市民歌以外の楽曲としては、1988年（昭和63年）に選定された市制100周年記念歌で加藤登紀子が作詞・作曲・歌唱した「蒼い流れに」がある。